# Sembé
Sembé è un centro abitato della Repubblica del Congo, situato nella regione di Sangha.